# Carla Bradstock
Carla Bradstock (ur. 11 sierpnia 1985) – kanadyjska siatkarka grająca jako rozgrywająca.
Obecnie występuje w drużynie VC Shirvan.